# Katherine Clark
Pour les articles homonymes, voir Clark.
Katherine Clark, née le 17 juillet 1963 à New Haven (Connecticut), est une femme politique américaine. Membre du Parti démocrate, elle est élue du 5e district congressionnel du Massachusetts à la Chambre des représentants des États-Unis depuis 2013.

## Biographie

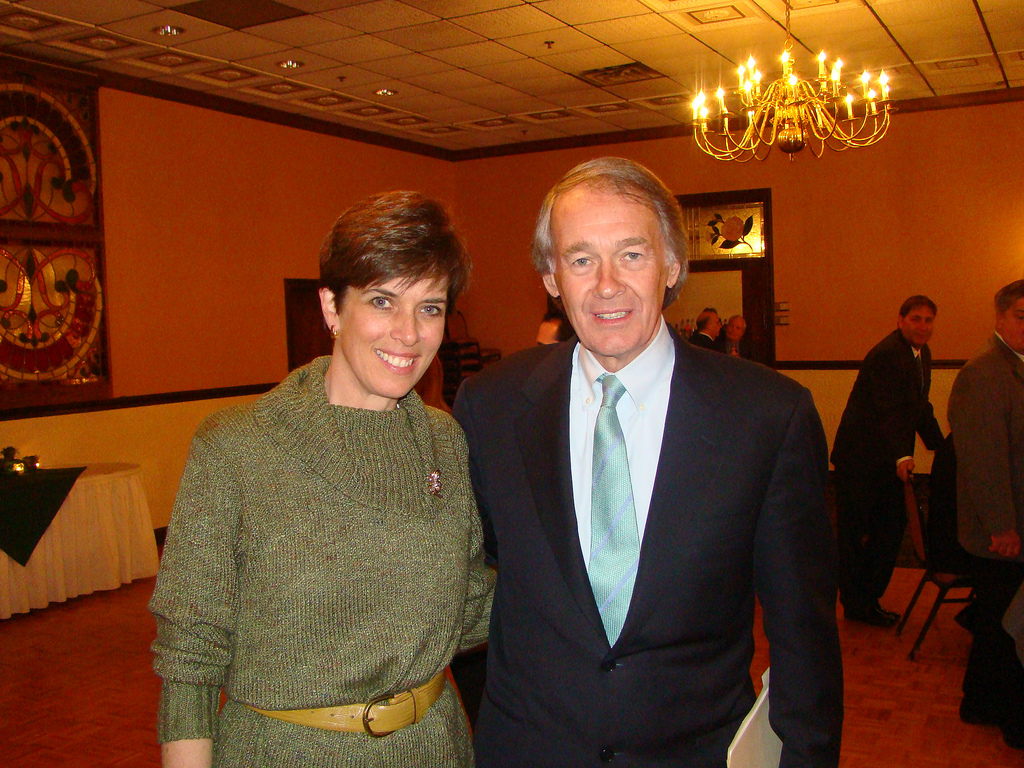
Katherine Clark et Ed Markey en 2008.

Katherine Clark naît et grandit à New Haven, dans le Connecticut. Elle obtient un baccalauréat universitaire à l'université de St. Lawrence en 1985 et un doctorat de droit de l'université Cornell en 1989. Elle devient alors avocate et travaille notamment pour le procureur général du Massachusetts puis du Colorado. Elle est également diplômée d'un master en administration publique de la John F. Kennedy School of Government, obtenu en 1997.
En 2001, elle est élue à la commission des écoles de Melrose. Après un échec au Sénat en 2004 face au républicain Richard Tisei (en), elle entre à la Chambre des représentants du Massachusetts en 2008 à l'occasion d'une élection partielle. Deux ans plus tard, elle est élue au Sénat face à Craig Spadafora avec 52 % des voix, succédant ainsi à Tisei.
Après la démission d'Ed Markey, élu au Sénat fédéral, elle se présente à la Chambre des représentants des États-Unis dans le 5e district du Massachusetts. Elle gagne la primaire démocrate avec 31,6 % des suffrages face à six opposants. Le district, qui englobe les banlieues au nord et à l'ouest de Boston, est un bastion démocrate. Elle semble donc assurée de remporter l'élection partielle. Le 10 décembre 2013, elle est élue représentante face au républicain Frank J. Addivinola Jr. et à l'indépendant James Hall en rassemblant 66 % des voix dans un contexte de forte abstention (13 % de participation),. Elle est réélue sans opposant républicain en novembre 2014.
En novembre 2020, Clark devient Assistant Speaker, soit le 4e poste le plus important dans la majorité démocrate à la chambre des représentants. Elle remplace Ben Ray Luján et bat David Cicilline.
Après les élections à la Chambre des représentants de 2022, les Démocrates perdent la majorité à la Chambre mais Clark est facilement réélue. De plus, les trois personnes détenant les postes les plus importants parmi les Démocrates à la Chambre annoncent renoncer à leurs fonctions dirigeantes : Nancy Pelosi, la Speaker, Steny Hoyer, le Majority Leader et Jim Clyburn, le Majority Whip. Clark, 4e dans l'ordre hiérarchique est perçue comme une candidate pour devenir Minority Leader, le poste le plus important quand les Démocrates sont dans la minorité à la Chambre. Néanmoins, elle préfère candidater au poste de Minority Whip, où elle est élue sans opposition, et laisser Hakeem Jeffries devenir Minority Leader,.

## Historique électoral

### Chambre des représentants
| Année | Katherine Clark | Rép    | Ind   | Autres |
| ----- | --------------- | ------ | ----- | ------ |
| Année |                 |        |       |        |
| 2013  | 66,0 %          | 31,6 % | 1,6 % | 0,7 %  |
| 2014  | 98,3 %          | —      | —     | —      |
| 2016  | 98,5 %          | —      | —     | —      |
| 2018  | 75,8 %          | 24,2 % | —     | —      |
| 2020  | 74,3 %          | 25,6 % | —     | —      |
| 2022  | 74,0 %          | 25,9 % | —     | —      |
| 2024  | 100 %           | —      | —     | —      |